# Litteraturåret 1886

## Händelser
- 9 september – Bernkonventionen för skydd av litterära och konstnärliga verk undertecknas i Bern, den första multilaterala konventionen för upphovsrätt.

## Priser och utmärkelser
- Kungliga priset – Knut Fredrik Söderwall
- Letterstedtska priset för översättningar – Albert Ulrik Bååth för översättningarna från isländskan i samlingen Från vikingatiden
- Svenska Akademiens stora pris – Zacharias Topelius och Carl Johan Schlyter[1]

## Nya böcker

### A – G
- Borgmästaren i Casterbridge av Thomas Hardy
- Braves gens (fr.) av Jean Richepin
- Le Calvaire (fr.) av Octave Mirbeau
- Dr. Jekyll och Mr. Hyde av Robert Louis Stevenson
- Ensam av Alfhild Agrell

### H – N
- Pêcheur d'Islande av Pierre Loti (svensk översättning  Islandsfiskare 1887)
- Ivan Iljitjs död av Lev Tolstoj
- Jenseits von Gut und Böse av Friedrich Nietzsche
- Judas av Tor Hedberg
- Kidnappad av Robert Louis Stevenson (originaltitel Kidnapped, svensk översättning David Balfours sällsamma äventyr 1917)
- Kommandørens Døtre av Jonas Lie
- Konstnärslif av Émile Zola
- La mer (fr.) av Jean Richepin
- Le pavé (fr.) av Jean Richepin
- Monsieur Scapin (fr.) av Jean Richepin
- Mörkrets makt av Lev Tolstoj

### O – U
- På hjemvejen av Alexander Kielland
- Rosmersholm (drama) av Henrik Ibsen
- Sne av Alexander Kielland
- Svenska bilder av Carl Snoilsky (i billighetsutgåva – dikterna hade tidigare utkommit i en rad olika sammanställningar de första 1870)
- Syndafloden (Sienkiewicz) (del två av tre) av Henryk Sienkiewicz
- The Bostonians av Henry James
- The Perfumed Garden av Sir Richard Francis Burton.
- Tjänstekvinnans son av August Strindberg
- Tre par av Alexander Kielland
- Undersökningar i germanisk mythologi (1:a delen, mytologi) av Viktor Rydberg
- Ur lifvet IV av Anne Charlotte Leffler

### V – Ö
- Valmannens bok av Gustaf Alfred Aldén

## Födda
- 18 maj – Ture Nerman (död 1969), svensk journalist, politiker och författare (poet).
- 3 juli – Francis Carco (död 1958), fransk författare
- 12 juli – Raoul Hausmann (död 1971), österrikisk konstnär, fotograf, och författare.
- 20 juli – Frank Heller (pseudonym för Gunnar Serner) (död 1947), svensk författare.
- 28 juli – Beatrix Potter (död 1943), brittisk barnboksförfattare och illustratör.
- 10 september – Hilda Doolittle (död 1961), nordamerikansk poet.
- 1 december – Rex Stout (död 1975), nordamerikansk deckarförfattare.
- 5 december – Christian Günther (död 1966), svensk författare, diplomat och utrikesminister.

## Avlidna
- 15 mars – Emily Dickinson, 55, amerikansk poet.
- 26 december – Nils Herman Quiding, 78, svensk jurist, journalist, författare och politisk tänkare.

### Fotnoter
1. ↑  Almanack för alla 1911